# Otowa Yurikago Kai
L'Otowa Yurikago Kai (音羽ゆりかご会?) è un coro di voci bianche giapponese, fondato nel 1933. Prende il nome da Otowa-cho, un luogo a Bunkyō, dove è stato fondato, Yurikago, una parola giapponese per ninna nanna, e Kai, che significa associazione, gruppo.
Il coro è noto in Giappone per la registrazione, e la trasmissione televisiva, di canzoni per bambini giapponesi ed esteri. Dal 1943 al 1951 è stato anche chiamato NHK Tokyo Children's Choir, collegato con il Tokyo Broadcasting Station (JOAK) all'NHK. È inoltre ben noto per numerose sigle di anime e tokusatsu, col nome di Columbia Yurikago Kai (per via di un contratto con la Nippon Columbia).
Nel 1990 appare in un concerto indipendente al Carnegie Hall di New York.
Nella storia del coro si trovano anche nomi di interpreti di brani partecipanti allo Zecchino d'Oro, tra cui:
- Yumiko Ashikawa (La pioggia, 1997; anche autrice del brano, unico caso nella storia dello Zecchino d'Oro)
- Minori Nara (Spunta la luna, 2000)
- Shiori Kitada (Il mio amico samurai, 2005)
- Ryōma Kainuma (La scimmia, la volpe e le scarpe, 2010)